# …And Justice for All
...And Justice for All este al patrulea album de studio al trupei americane de heavy metal, Metallica. Albumul a fost lansat pe 25 august 1988, prin casa de discuri, Elektra Records. Acest album a fost primul album Metallica care l-a prezentat pe basistul Jason Newsted în urma morții lui Cliff Burton în septembrie 1986.
Metallica a înregistrat albumul cu producătorul Flemming Rasmussen pe parcursul a patru luni la începutul anului 1988 la One on One Recording Studios din Los Angeles. Albumul prezintă complexitate agresivă, ritmuri rapide și puține structuri vers-cor, cu un mix uscat și bass-light. Temele lirice ale nedreptății politice și juridice se proiectează prin prisma cenzurii, războiului și punerii în evidență nucleară.
Coperta, realizată de Stephen Gorman, bazată pe un concept al vocalistului Metallica, James Hetfield și al bateristului, Lars Ulrich, o înfățișează pe Lady Justice legată în frânghii. Titlul albumului este derivat din American Pledge of Allegiance. Trei dintre melodiile sale au fost lansate ca single: „Harvester of Sorrow”, „Eye of the Beholder” și „One”; piesa de titlu a fost lansată ca single promoțional.
„...And Justice for All” a fost apreciată de criticii muzicali. A fost inclusă în sondajul anual al criticilor Pazz & Jop al The Village Voice al celor mai bune albume din acel an și a fost nominalizat la un premiu Grammy în anul 1989, pierzând în mod controversat în fața celor de la Jethro Tull la categoria Cea mai bună performanță vocală sau intrumental Hard rock / Metal. Single-ul „One” susține videoclipul de debut al trupei, Metallica câștigând astfel primul său premiu Grammy în 1990 (și primul din categoria "Best Metal Performance").
Un remaster a fost lansat pe 2 noiembrie 2018 și a ajuns la numărul 37 și 42 în Top Album Sales și Top Rock Albums de Billboard.

## Lista cântecelor
Toate versurile au fost scrise de James Hetfield, cu excepția secțiunii de cuvinte rostite din „To Live Is to Die”, atribuită postum lui Cliff Burton. Piesele bonus de pe reeditarea digitală au fost înregistrate în direct la Seattle Coliseum, Seattle, Washington, pe 29 și 30 august 1989, iar ulterior au apărut pe albumul live "Live Shit: Binge & Purge" (1993).
1. Blackened - 6:41
2. ...And Justice for All - 9:47
3. Eye of the Beholder - 6:30
4. One - 7:27
5. The Shortest Straw - 6:36
6. Harvester of Sorrow - 5:46
7. The Frayed Ends of Sanity - 7:44
8. To Live Is to Die (instrumental) - 9:49
9. Dyers Eve - 5:13

Piese bonus (relansare digitală)
1. One (Live) - 8:00
2. ...And Justice for All (Live) - 10:06

## Personal
Metallica
- James Hetfield - voce, chitară ritmică, producție; chitară acustică, narration, y segundo solo de chitară la piesa „To Live is To Die”
- Kirk Hammett - chitară principală
- Jason Newsted - chitară bas; cântare vocală ("The Frayed Ends of Sanity")
- Lars Ulrich - tobe, producție

Producție
- Flemming Rasmussen - producție, inginerie
- George Cowan - asistent inginer
- Mike Clink - inginerie de tobe
- Toby Wright - inginerie suplimentară
- Steve Thompson - mixing
- Michael Barbiero - mixing
- Bob Ludwig - mastering

Artwork
- Stephen Gorman - arta copertei
- Ross Halfin - fotografie
- Pushead - ilustrații
- Reiner Design Consultants, Inc. - proiectare, machete